# Слюсарчук, Андрей Тихонович
Андрей Тихонович Слюсарчук (род. 10 мая 1971 года, Житомир, укр. Андрій Тихонович Слюсарчук) — украинский гипнотизёр. Получил известность благодаря выступлениям в различных шоу, на которых претендовал на якобы способность воспроизводить по памяти большие объёмы данных, последовательностей геометрических фигур, слов текста и другой информации, а также будто бы проводить сложные математические вычисления в уме с большой скоростью. В одном из таких шоу 27 апреля 2011 года якобы обыграл вслепую одну из сильнейших шахматных программ «Rybka 4». Неоднократно называл себя доктором медицинских наук, нейрохирургом, утверждал, что проводит нейрохирургические операции. Имеет прозвище «Доктор Пи».
«Книга рекордов Гиннесса» способности Слюсарчука в качестве мировых рекордов не зафиксировала. В частности, мировой рекорд по запоминанию числа π на порядки скромнее тех, которые приписываются Слюсарчуку, и принадлежит китайцу Лю Чао (2005 год). Профессиональные шахматисты, — среди них гроссмейстеры Алексей Широв, Александр Халифман, Сергей Шипов, Михаил Голубев, — о шоу-матче с шахматной программой «Rybka 4» отозвались в основном резко критически, назвав его изначально мистификацией.
Несмотря на это, Слюсарчуку удалось добиться определённого признания со стороны высших должностных лиц Украины. 23 июня 2009 года он встретился с бывшим тогда президентом Украины Виктором Ющенко, который поздравил его «с установлением нового мирового рекорда по запоминанию и воспроизведению человеком сверхбольшого объёма информации». 22 декабря 2009 года Ющенко провёл встречу со Слюсарчуком, во время которой обсуждал с ним идею создания «Института Мозга». 20 сентября 2011 года президент Украины Виктор Янукович подписал указ о присуждении Слюсарчуку Государственной премии Украины в области образования за 2011 год.
Согласно специальному расследованию журналистов газеты «Экспресс», Слюсарчук не имел и не имеет приписываемых ему феноменальных способностей, а во время различных выступлений лишь демонстрировал фокусы. По данным газеты, биография Слюсарчука, которую он сам о себе распространяет, не соответствует действительности: в частности, его дипломы о медицинском образовании являются поддельными, вместо РГМУ имени Н. И. Пирогова Слюсарчук учился в 1987—1989 годах в ПТУ-17 имени дважды Героя Советского Союза И. Н. Бойко (сейчас — Межрегиональное высшее профессиональное училище железнодорожного транспорта) в Казатине (Винницкая область) по специальности штукатур-плиточник-облицовщик. В интервью другим источникам руководители упомянутых «Экспресом» ПТУ и спецшколы-интерната (где журналисты нашли свидетелей, помнящих А. Слюсарчука), заявили, что у них отсутствуют документы об обучении у них А. Слюсарчука. В интервью каналу «ICTV» факт обучения Слюсарчука в ПТУ подтвердил (и показал фото Слюсарчука среди ПТУ-шников) Андрей Наумчук, который поступил в ПТУ вместе с ним, и с ним же раньше учился в спецшколе.
Согласно тому же расследованию, легальных нейрохирургических операций Слюсарчук не проводил ни в одной из больниц 24 областей Украины.
Журналисты газеты «Экспресс» обвинили Андрея Слюсарчука в серии тяжёлых преступлений, совершённых в ходе занятия врачебной деятельностью на основании якобы сфальсифицированных документов: доведении людей до смерти, постановке ложных диагнозов с целью вымогательства денег, торговле российскими медицинскими препаратами по многократно завышенным ценам, контрабанде запрещённых психотропных препаратов.
В конце октября 2011 года против Андрея Слюсарчука было возбуждено уголовное дело по статье 358 УК Украины («Подделка документов, печатей, штампов и бланков, их сбыт, использование подделанных документов»). Впоследствии было предъявлено и второе обвинение в мошенничестве. Решением суда от 17 ноября 2011 года Слюсарчук был арестован. Правоохранительные органы начали проверять основания для присуждения Слюсарчуку Государственной премии Украины.
Официальные должностные лица Министерства образования и науки, молодежи и спорта Украины многократно подтверждали подлинность документов Слюсарчука, в том числе тех, которые вызывали сомнения у журналистов. Журналисты в свою очередь обвинили министра образования и науки Д. В. Табачника в визировании поддельных документов и обратились в Генеральную прокуратуру с требованием возбудить против министра уголовное дело.
Согласно рейтингу Мониторинга СМИ Украины, разоблачение «доктора Пи» вошло в пятёрку Главных расследований 2011 года.
23 и 24 июля 2012 года на телеканале «Интер» были выпущены в эфир две части ток-шоу «Про життя», посвящённого феномену Слюсарчука. В программе принимали участие главный редактор «Экспресса» Игорь Починок, руководитель отдела журналистских расследований Светлана Мартынец, адвокаты и врачи, поддерживающие обвинения, выдвинутые против Слюсарчука. Сторона, поддерживающая Слюсарчука, была представлена рядом лиц, назвавшихся благодарными пациентами А. Слюсарчука. Также присутствовали бывший министр образования Украины г. Николаенко, зам. генерального прокурора Украины, были приведены телефонные и видео-интервью с вовлечёнными лицами. Программа представила противоположные точки зрения на обсуждаемое явление. Сторонники Слюсарчука заявили о своей благодарности за якобы оказанное успешное лечение в тяжёлых случаях, привели одобрительные высказывания о профессионализме А. Слюсарчука ряда пациентов и врачей. Некоторые непосредственно упомянутые в публикациях «Экспреса» факты были названы клеветой и грязью. В свою очередь, журналисты «Экспреса» и обвиняющая Слюсарчука сторона заявили о том, что ток-шоу было «заказухой», организованной за деньги Слюсарчука, стоившей больше 2 млн долларов, и снятой для отбеливания убийцы и маньяка.
В начале августа 2012 года в некоторых СМИ появилась информация, что после обследования 10 медиками экспертиза состояния Слюсарчука (включая наличие экстрасенсорных способностей) завершена и результаты направлены в МВД. Начальник Главного следственного управления МВД Василий Фаринник и руководитель Управления по связям с общественностью МВД Владимир Полищук подтвердили завершение экспертизы и сообщили, что следствие планирует закончить обработку материалов к сентябрю, после чего они будут переданы на ознакомление обвиняемому, и далее в суд. Адвокат Слюсарчука Наталия Романык в интервью заявила, что в расследовании очень много фальсификаций. «В том, что ему инкриминируют, — его вины нет. Ни по одной статье».

## Легенда
В различных широко растиражированных интервью на протяжении многих лет о Слюсарчуке, а также им самим было заявлено большое количество биографических фактов, описаний его способностей, научной и медицинской деятельности. Многие из этих заявлений и описаний претендуют на большую или меньшую неординарность, и с трудом поддаются проверке. В отношении некоторых из них были найдены веские опровергающие аргументы.
Совокупность вышеуказанных тезисов можно выделить в легенду Слюсарчука, ключевые опубликованные прессой элементы которой следующие:
- Согласно одним данным[22] родился в Виннице. Журналисты газеты «Экспресс» утверждают, что его местом рождения является Житомир. При проведении своего расследования, согласно их данных, была найдена Наталья Тихоновна Слюсарчук — мать А. Т. Слюсарчука. 17 ноября 2011 года в здании суда Слюсарчук заявил о том, что местом его рождения является Баку[23].
- В 9 лет он окончил Винницкую среднюю школу. Иногда утверждается, что в 13 лет окончил Житомирскую среднюю школу[24].
- Его родители были медиками: мать — педиатр, отец — кардиохирург. Они погибли в автокатастрофе в тот же год, когда Андрей закончил среднюю школу. После этого Андрей Слюсарчук попал в детдом. Там его якобы необычайные способности и таланты были враждебно восприняты как рядовыми педагогами, так и другими детьми.
- Андрею не удавалось вернуть себе документы, свидетельствующие об окончании среднего образования и дающие возможность поступать в ВУЗ. Попытки получить их многократно пресекались и наказывались. В 11 лет Андрей сбежал из детдома.
- Приехав в Москву, он попал в окружение цыган, где его неплохо приняли, кормили, и научили нищенствовать. В то время ему казалось, что именно такое окружение ему нужно. Там он также впервые познакомился с явлением цыганского гипноза и начал ему учиться.
- После около года жизни с цыганами случайно познакомился с сотрудником 2-го Московского государственного медицинского института (ныне Российский государственный медицинский университет). Они подружились, и этот человек начал приглашать Андрея к себе в гости. Постепенно Андрей рассказал ему историю своей жизни. С помощью этого человека Андрею удалось встретиться с Евгением Чазовым, заместителем министра здравоохранения СССР в то время.
- Под патронатом Евгения Чазова в 12 лет он был зачислен во 2-й Московский государственный медицинский институт имени Пирогова (ныне Российский национальный исследовательский медицинский университет имени Пирогова).
- Его учителями были известные учёные в области нейрохирургии и неврологии того времени, как В. А. Карлов, А. Н. Коновалов, А. М. Вейн.
- Окончил Московский мединститут имени Пирогова с красным дипломом через пять лет в 18-летнем возрасте.
- Сразу после этого решением научного совета Андрея направили в аспирантуру, он защитил диссертацию на тему поражения мозга, обусловленного герпетическим энцефалитом.
- Андрей говорит, что такое детство не помешало, а, скорее, помогло развитию его способностей. «Возможно, если бы я вырос при нормальных условиях, в семье, финансово обеспеченным, то был бы ленивым и не имел бы интереса к поиску»[25].
- Влюбился в девушку Анжелу из городка Новояворовск (Львовская область), приехал туда в 1993 году и работал в районной больнице шесть лет. Однако якобы неожиданно Анжела умерла в то время, когда он был в Москве. Он купил квартиру в Новояворовске. На работе в больнице начались конфликты и он уволился, на жизнь зарабатывал сеансами гипноза. Он продал квартиру в Новояворовске. Он пытался устроиться на работу нейрохирургом во Львове, но ему не поверили и начали проверять. Через некоторое время решил получить психологическое образование и поступил в «Санкт-Петербургский университет им. Ломоносова» [sic!][26].
- 1992 — поступил в Санкт-Петербургский университет на факультет медицинской психологии.
- В 28 лет получил третье высшее образование.
- Утверждает, что является доктором медицинских наук.
- Он почти не спит, сам до конца не понимая, как его организм восстанавливает силы[27].

Игорь Подчибий, руководитель «национального проекта „Книга рекордов Украины“», заявил: «В Украине есть учёные, которые достойны Нобелевской премии. Среди них Андрей Слюсарчук…»

## Разоблачение
С середины 2011 года в СМИ начали появляться публикации, в которых подвергалась критике версия биографии Слюсарчука, которую он озвучивал в своих интервью.
Несколько статей Слюсарчуку посвятил еженедельник «2000». В статье «Фокусы профессора „пи-аса“» журналист газеты Роман Барашев писал о вскрывшихся после шоу-матча с «Рыбкой» фактах фальсификации документов, плагиате со стороны Слюсарчука. В статье приводились отзывы специалистов о шахматных шоу Слюсарчука, о его медицинской практике. Журналист изложил своё объяснение секрета «феноменальной памяти» Слюсарчука: в ходе шоу мог использоваться наушник телесного цвета, через который находящийся неподалёку ассистент с компьютером передавал информацию, которую затем озвучивал Слюсарчук.
Критические статьи опубликовали также другие украинские издания: журнал «Профиль», «Рабочая газета».
В ответ на критику в августе 2011 года Игорь Некрасса, директор департамента по работе с персоналом и руководящими кадрами Министерства образования и науки, молодежи и спорта Украины, заявил в интервью украинской газете «День»: «Мы документально подтверждаем, что господин Слюсарчук — действительно тот, за кого себя выдает».
6 октября 2011 года в газете «Экспресс» была опубликована первая часть специального расследования настоящей биографии Слюсарчука, проведённого журналистами газеты. Как пишет газета, к расследованию были привлечены десятки журналистов, были найдены контакты на всех уровнях, потрачены сотни рабочих часов на проверку фактов, сбор документов. В выпусках газеты за 13 октября—10 ноября были опубликованы последующие части расследования.

### Биография согласно расследованию журналистов газеты «Экспресс»
Согласно материалам расследования журналистов газеты «Экспресс»:
Андрей Тихонович Слюсарчук родился 10 мая 1971 года в городе Житомир. Его мать, Наталья Тихоновна Слюсарчук, в то время 21-летняя жительница Житомира, женщина без образования, отказалась от своего новорождённого сына в роддоме. Так как она не знала отца ребёнка, ему дали отчество Тихонович по отчеству самой матери. Мальчик рос до трёхлетнего возраста в доме ребёнка. Перед тем как попасть в Бердичевскую специализированную школу-интернат для неполноценных детей, Андрей Слюсарчук сменил ещё два детдома.
В 1980—1987 годах (со второго по восьмой классы) Андрей Слюсарчук учился в Бердичевской специальной школе-интернате для детей-сирот и детей родителей, лишённых родительских прав, в селе Гришковцы Бердичевского района Житомирской области. Медсестра Елена Никифоровна Ященко вспоминает: «Его привезли к нам в лет 6—7». После окончания восьмого класса его отправили от специнтерната в ПТУ в Казатин.
В 1987—1989 годах он учился в ПТУ-17 имени дважды Героя Советского Союза И. Н. Бойко (сейчас — Межрегиональное высшее профессиональное училище железнодорожного транспорта) в Казатине (Винницкая область) по специальности штукатур-плиточник-облицовщик.
В статье приводится ряд воспоминаний конкретных лиц, лично знавших и общавшихся с Андреем в эти годы. Так, например, Александр Васильевич Кушпиль, учитель математики казатинского училища, вспоминал:
Что там наш фокусник нагипнотизировал ещё? Опять феноменальные математические способности? Но Андрей Слюсарчук в училище два прибавить к двум не мог, а о табличке умножения и речи не было. Хорошо, если он после нашего училища имел знания по третий класс школы. Он же не учился совсем. Мы глаза закрывали и ставили оценки, чтобы выпустить. Слюсарчук ходил с дипломатом — как профессор, имел там одну тетрадь на все предметы, белый халат и врачебное зеркало. Если ему делали замечание, то он разве что откровенно не посылал, истерил и говорил, что он нам „всем ещё покажет“.
— А. В. Кушпиль, учитель математики Межрегионального высшего профессионального училища железнодорожного транспорта (Казатин)
После трёх лет обучения в ПТУ-17, 2 октября 1989 года в соответствии с приказом № 31 Слюсарчука перевели в ПТУ № 62 города Червонограда Львовской области (в 1998 году оно было объединено с ВПУ № 67 завода «Смена» в ВПУ № 11, укр. вище професійне училище № 11), в группу № 74, где учились будущие швеи. Учителя вспоминают про то, что здесь Слюсарчук также любил ходить на манер доктора с дипломатом и стетоскопом, и проводил сеансы гипноза за деньги в соседнем училище. 1 июня 1990 года ему выдали документ, что он «закончил полный курс» и в графе профессия записали «помощник мастера». Впоследствии в училище были уничтожены почти все документы о его обучении, в оставшихся его дата рождения была исправлена на 19 мая 1974 года, и с тех пор на все официальные запросы о том, учился в этом заведении гражданин Украины Слюсарчук Андрей Тихонович, родившийся 9 мая 1971 года, руководство якобы на основании архивных документов будет отвечать — нет.
Журналисты газеты делают вывод о том, что диплом об окончании в 1991 году Российского государственного медицинского университета им. Пирогова в Москве Андреем Слюсарчуком — сфальсифицированный документ и все дальнейшие дипломы медицинских вузов и звания также являются фальсификациями.
В более поздней статье из цикла расследований 1 декабря 2011 года журналисты утверждают, что у Слюсарчука были поддельные документы о соответствующем образовании и званиях в РФ, а на их основании под патронатом МОН Украины ему были выданы уже легальные украинские документы, удостоверяющие звания доктора наук и профессора. По секретному указу главы ВАКа Украины Владимира Мачулина был создан специализированный учёный совет для разовой защиты, в состав которого входили известные и заслуженные медики и профессора. Главой совета назначают Заруцкого Ярослава Леонидовича (начальника кафедры военной хирургии Украинской военной медицинской академии МОУ). Заместитель главы совета — доктор медицинских наук, профессор Ена Анатолий Иванович, начальник кафедры авиационной, морской медицины и психофизиологии той же академии (на сегодняшний день работает в СБУ). Учёный секретарь специализированного Учёного совета — доктор медицинских наук Бадюк Михаил Иванович, начальник кафедры организации медицинского обеспечения вооружённых сил той же академии. В статье приводится также полный состав членов комиссии, включающий ведущих учёных страны в области военной медицины. Как заявляет профессор Анатолий Ена, «это была не защита, а подтверждение документов, которые якобы были раньше защищены в России. Формально все документы были представлены правильно. … Это было поручение одного из вице-премьеров». Глава совета Ярослав Заруцкий сказал, что предоставленный совету доклад: «был профессиональным. Не был идеальным по построению, а с точки зрения терминологии, вопросов, ответов довольно неплохим».

### Преследование журналистов, разоблачающих деятельность Слюсарчука
В своих первых разоблачащих статьях журналисты «Экспресса» утверждают, что Андреем Слюсарчуком были озвучены угрозы в их адрес в ответ на детальные расспросы о его детстве и биографии: «Я вам ничего не скажу. Вы не имеете права меня проверять, Ни один журналист не написал обо мне правду. Ни один! … И не напишут! Никто ничего не найдет! Никогда! Я всё уничтожил! Всё! … Будут писать — мозги по стенам! Пусть я сяду, но мозги их — по стенам!..». Журналисты официально обратились к министру внутренних дел Украины, Анатолию Могилеву, с просьбой принять меры для их защиты в связи с прозвучавшими угрозами.
Позже, в статье, описывающей получение справки из университета имени Пирогова, Светлана Мартынец (редактор отдела расследований «Экспресса») заявляет, что для получения этого документа ей пришлось рисковать собственной жизнью. Она утверждает, что для личной поездки в Москву в целях получения этой справки ей пришлось изменить внешность, переодеваться, оставить дома мобильный телефон (чтобы по его местоположению её не могли вычислить следящие за ней спец-агенты), и исчезнуть из дома накануне своего дня рождения в неизвестном направлении, ничего не сообщив родным и близким. По дороге ей якобы придётся менять пять автомашин. А после приезда в Москву в университете имени Пирогова ей сообщат, что незадолго до её прибытия там уже были какие-то подозрительные двое людей с Украины, которые спрашивали, не интересовался ли кто-нибудь документами Слюсарчука. Сотрудники университета Пирогова также якобы сообщают Светлане Мартынец, что те двое подозрительных мужчин требовали от них не предоставлять никому информации о Слюсарчуке, сопровождая свои требования угрозами. В связи с этим должностные лица университета Пирогова уже обратились в правоохранительные органы РФ. В публикации Светлана Мартынец утверждает, что только благодаря тому, что она счастливо разминулась с этими таинственными людьми, ей удалось сохранить свою жизнь.
Светлана Мартынец также утверждает, что ещё на начальных стадиях расследования ей «позвонил представитель Нины Карпачёвой (уполномоченного Верховной Рады Украины по правам человека): „Что вы сделали с профессором Слюсарчуком?“ Как выяснилось через несколько минут, представитель Карпачевой звонил и моему редактору, Починку, с теми же вопросами». С похожими вопросами звонил также депутат, ранее просивший помочь с интервью о Слюсарчуке, как о хорошем и необычном человеке. Этот же депутат якобы сообщил главному редактору «Экспресса» Игорю Починку, что «Слюсарчук звонил неким лицам с просьбой „заткнуть Мартынец“».

Позже мы получали телефонные звонки от людей, занимающих различные должности — и из Киева, и изо Львова, которые в разных формах говорили, требовали прекратить журналистское расследование, предлагали и встретиться…
…
Я с опаской иду на работу, и с опаской возвращаюсь домой, так как не знаю, дойду ли. Около моего дома много подозрительных машин, и я уже устала записывать их номера. Меня фотографировали из этих автомобилей, и не только меня, а и людей, которые были рядом. Когда я ехала на машине домой, то видела сопровождение — до самого дома.
Оригинальный текст (укр.)Пізніше ми отримували телефонні дзвінки від людей різних посад і регалій — і з Києва, і зі Львова, які у різних формах казали вимагали припинити журналістське розслідування, пропонували й зустрітися...

...

Я з острахом йду на роботу і з острахом повертаюся додому, бо не знаю, чи дійду. Біля мого будинку багато підозрілих авто, і я вже втомилася записувати їхні номери. Мене фотографували з цих автомобілів, і не тільки мене, а й тих людей, котрі були поруч. Коли я їхала додому машиною, то бачила супровід — до самого мого будинку.

В начале декабря юристы газеты «Экспресс» передали правоохранительным органам заявление о том, что «люди из окружения Андрея Слюсарчука готовили покушения на журналистов „Экспресса“ и взрывы в редакции… Как говорится в документе, с целью подготовки покушения проводился незаконный сбор информации, наблюдение за передвижением журналистов, изучалась технологическая схема выпуска газеты, план размещения помещений редакции и тому подобное. Указанные факты подтверждаются конкретными показаниями людей».
Ранее о фактах давления со стороны Комиссии по журналистской этике и правоохранительных органов заявляли другие журналисты, опубликовавшие компрометирующие Слюсарчука расследования, в частности Роман Барашев и Олег Покальчук.

#### Медицинская практика Слюсарчука
В опубликованном 13 октября 2011 года продолжении расследования Слюсарчук назван проходимцем и аферистом. Описаны его методы работы с больными, согласно рассказам пострадавших от него пациентов. Упомянуты также случаи обращения в правоохранительные органы в связи с обманом во время лечения. Как утверждают журналисты, несмотря на широкий резонанс, вызванный публикациями, пока не удалось найти ни одного из «тысяч благодарных пациентов», якобы излеченных стараниями Слюсарчука. Не удалось также, несмотря на наведение справок во всех областных больницах, обнаружить, где именно Слюсарчук проводил заявленные им «тысячи операций». В профессиональных медицинских кругах его не знают.
Согласно публикации, при общении с пациентами Андрей Слюсарчук иногда использовал ещё один диплом о высшем медицинском образовании, а именно об окончании Винницкого медицинского института имени Николая Пирогова, причём обучение в нём проходило якобы в те же годы, что и в Москве. В интервью программе «Агенты влияния» на канале «НТН» 14 ноября 2011 года сам Слюсарчук отрицает факт своего обучения в этом институте. В той же программе Войцех Хайнацкий, в 1993—2000 годах бывший заместителем прокурора Яворовского района Львовской области, подтверждает, что в 1993 году Андрей Слюсарчук использовал копию диплома об окончании Винницкого медицинского института.
По данным публикаций «Экспресс» и других изданий, в ходе расследований в правоохранительные органы были поданы заявления (в некоторых случаях повторно) ряда лиц, утверждающих, что они пострадали от врачебной деятельности Андрея Слюсарчука. Репортажи на телеканалах и статьи в прессе приводят интервью с родственниками пациентов, состояние которых ухудшилось (или закончилось смертельным исходом) в результате лечения.
Согласно другим интервью, ряд лиц высказались в поддержку Слюсарчука, заявляя, что он излечил их самих, их родственников или знакомых в очень тяжёлых случаях. Некоторые люди, в числе которых депутаты разного уровня и широко известные политики, уже после разворачивания скандала высказали уверенное мнение о том, что Слюсарчук обладает гениальными, сверхъестественными способностями и заслуживает особого отношения.

### Реакция на публикацию расследования
В интервью радио «Свобода» Слюсарчук отрицал все утверждения, опубликованные журналистами газеты «Экспрес», включая то, что кому-либо угрожал, пообещав подать в суд на журналистов. «Мы расставим точки в этом деле, — ответил Слюсарчук на вопрос о том, готов ли он продемонстрировать свои дипломы, — Я никогда не учился ни в каком ПТУ».
Слюсарчук также подтвердил, что в 2000 году против него было возбуждено уголовное дело, отец больных детей тогда обвинял Слюсарчука в мошенничестве.
Ректор университета «Львовская политехника» Юрий Бобало в интервью подтвердил, что в университете есть полный комплект документов, копия диплома и диплом доктора наук Слюсарчука. Он также сообщил, что в 2010 году Андрей Слюсарчук работал в университете на полставки, а в октябре 2011 года он только оформлялся на работу, но его ещё не приняли.
Согласно публикации издания «Обозреватель», Андрей Слюсарчук сделал заявление, что обращается в Генеральную прокуратуру Украины с просьбой разобраться в ситуации в связи с дискредитирующей его информацией, опубликованной авторами расследований в «Экспрес» и «2000». Слюсарчук назвал эту информацию клеветой и обвинил журналистов в фальсификациях и фабрикации показаний.
Официальный представитель Главного управления МВДУ во Львовской области заявил, что милиция проверит факты, изложенные в специальном расследовании журналистов газеты «Экспресс».
В связи с публикацией расследования 21 октября в Верховной Раде выступил с заявлением народный депутат Ярослав Кендзьор. Приведя факты, о которых написала газета «Экспресс», депутат назвал деятельность Андрея Слюсарчука «самой масштабной провокацией, самой масштабной аферой за 20 лет независимости Украины».
В комментарии радио Свобода от 24 октября 2011 года Слюсарчук заявил, что уже обратился в правоохранительные органы, прокуратуру и СБУ с просьбой проверить все его документы, поскольку журналисты обвинили его в совершении тяжких преступлений.
В конце октября 2011 года корреспонденту газеты «20 минут» удалось поговорить со Слюсарчуком по телефону:

Я не даю комментариев. Я подал иск в суд на газету «Экспресс». Сейчас идет следствие и любые комментарии с моей стороны могут мне же навредить. Все эти публикации — бред, это заказ. Однако оправдываться я не собираюсь. Если я виноват — меня привлекут к ответственности. Через две-три недели мы будем выходить на прямую конфронтацию, тогда я смогу сказать больше. У меня появилось много знакомых, одноклассников, одногруппников, пациентов, которых я в жизни не видел. Это всё бред сумасшедшего. Эта ситуация меня очень обидела. Хотя по мозгам дала очень сильно. Мне это неприятно. Я буду журналистов бояться, и теперь, извините за откровенность, я понимаю почему Гонгадзе отрезали голову.

В программе «Гроші» на телеканале «1+1», вышедшей в эфир 2 ноября 2011 года, директор ПТУ в Казатине Андрей Стецюк в интервью журналистам заявляет, что в ПТУ нет документов об ученике Андрее Слюсарчуке. Директор также показал групповые фотографии учеников ПТУ соответствующих лет. Найти на них ученика, напоминающего Андрея Слюсарчука, не удаётся. Как заявляет директор, не удалось такого ученика найти даже при «рассматривании с лупой вместе с милицией». Журналисты же утверждают, что свидетельства об учёбе А. Т. Слюсарчука в ПТУ были намеренно уничтожены. Факт обучения Слюсарчука в ПТУ подтвердил бывший воспитанник бердичевской школы-интерната Андрей Наумчук, который поступил в ПТУ вместе с ним, и с ним же раньше учился в спецшколе. В репортаже программы «Максимум» на телеканале «ICTV» 5 ноября 2011 года им была продемонстрировала фотография учащихся Казатинского ПТУ, на которой изображён Андрей Слюсарчук. Он же в интервью утверждает, что способности гипноза были у Слюсарчука ещё в школьные годы, в частности, «он мог загипнотизировать человека, который (в трансе) поднимал радиатор, который четверо нормальных человек с трудом двигали».
В программе телеканала «ICTV» «Чрезвычайные новости» от 14 ноября 2011 года, директор спецшколы в Гришковцах сообщила, что согласно хранящимся на данное время в их архиве документам, Слюсарчук Андрей Тихонович 1971 года рождения не обучался.

### Арест
14 ноября 2011 года Андрей Слюсарчук был задержан в Киеве и доставлен во Львов в сопровождении сотрудников милиции для проведения дальнейших следственных действий по признакам преступления, предусмотренного ч. 4 статьи 358 УК Украины (использование заведомо поддельных документов). Также было предъявлено второе обвинение в мошенничестве. 17 ноября решением суда мера пресечения была изменена на арест без ограничения срока. В январе 2012 года Галицкий районный суд Львова принял решение продлить срок пребывания Слюсарчука во Львовском СИЗО ещё на два месяца — до 14 марта.
Во время заключения Слюсарчук пытался вести себя неадекватно, имитировал 27 марта 2012 года самоубийство. Также против него было дополнительно возбуждено 2 новых уголовных дела — «Незаконная врачебная деятельность» и «Умышленное тяжёлое телесное повреждение, которое привело к смерти пострадавшего». Данные статьи предусматривают лишение свободы сроком до 10 лет.

### Позиция министерства образования Украины
В интервью программе «Агенты влияния» на канале «НТН» от 14 ноября 2011 года должностные лица Министерства образования и науки, молодежи и спорта Украины ещё раз подтверждают подлинность учёных титулов и званий Андрея Слюсарчука. Начальник отдела организационно-кадровой работы и поощрений Министерства образования и науки, молодёжи и спорта Украины Сергей Нагорный демонстрирует полученный по официальному запросу в РФ дубликат диплома Слюсарчука, а также приложение с данными по успеваемости, где проставлены сплошные «отлично». Сергей Нагорный утверждает, что более подробная информация о Слюсарчуке и его научных достижениях и трудах в РФ является официально секретной, и после получения ответа на запрос о дипломе в 2008 году, должностные лица РФ отказались предоставить более подробную информацию по этой причине.
Как утверждает в интервью Виктор Бондаренко, директор департамента аттестации кадров Министерства образования и науки, молодёжи и спорта Украины, родной брат депутата Верховной рады Владимира Бондаренко, «27 сентября 1997 года специализированным учёным советом Московской медицинской академии им. Сеченова подтверждена защита кандидатской диссертации по спецтеме; 27 марта 2003 года специализированным учёным советом Российского государственного медицинского университета подтверждена защита докторской диссертации по спецтеме». Он же заявляет, что в 2010 году Андрей Слюсарчук обратился в министерство образования Украины с просьбой подтвердить его учёные степени и звания, что и было сделано на основании официальных запросов в РФ. Научные труды и публикации Андрея Слюсарчука, по утверждению Бондаренко, предоставлены российской стороной не были в связи с их секретностью. В интервью газете «Комсомольская правда в Украине», опубликованном 18.11.2011, он же уточняет:

— В феврале 2010 года мы делали официальный запрос в Высшую аттестационную комиссию Российской Федерации, … — И получили официальный ответ, что Слюсарчуку действительно был выдан диплом доктора наук и что защищался он по секретной проблематике. 7 апреля того же года был собран совет из 12 специалистов в области нейрохирургии, психиатрии, кардиологии и смежным направлениям. Они ознакомились с документами, работами Слюсарчука, заслушали его доклад и приняли решение присудить звание доктора медицинских наук в Украине.

Завершая интервью, Андрей Слюсарчук (снимаемый журналистами в кабинетах министерства, в том числе в присутствии Виктора Бондаренко, дающего подтверждение его дипломов), улыбаясь, заявил: «Вас ждёт вторая сенсация, ещё чуть-чуть…» и сказал, что в течение 2—3 месяцев планирует покинуть Украину в связи с преследованиями и сменить гражданство.
Ранее журналисты газеты «Экспресс», расследуя деятельность Слюсарчука, обвинили министра образования и науки Украины Дмитрия Табачника в визировании поддельных документов и обратились в Генеральную прокуратуру с требованием возбудить против министра уголовное дело.
В интервью газете «Сегодня», опубликованном 16 ноября 2011 года, директор департамента по работе с персоналом и руководящими кадрами МОН Игорь Некрасса сказал: «Мы подали запрос в Высшую аттестационную комиссию (ВАК) РФ, где нам подтвердили подлинность аттестата профессора, выданного Слюсарчуку. Его диплом о высшем образовании из медуниверситета Пирогова мы не проверяли, его проверяла российская ВАК». При этом, в компетенцию ВАК не входит проверка подлинности документов о высшем образовании. Журналисты телеканала «ТВі», ознакомившись с текстом документа, усомнились в его аутентичности. В частности, в тексте справки, которую представляют в качестве официального ответа Высшей аттестационной комиссии, присутствует масса орфографических ошибок, таких как «на основание», «сообщяем», «на соискания» и др. В той же передаче канала «ТВі» Игорь Некрасса ещё раз заявляет, что документы в аттестационном деле Слюсарчука подтверждены, оформлены в соответствии с законодательством и являются действительными, звание украинского профессора у него — полностью законное. Ярослав Болюбаш, директор департамента высшего образования, заявляет, что, поскольку Слюсарчук закончил образование в 1991 году, то его документы нострификации не подлежат, так как документы подобного рода выданные в странах бывшего СССР, датированные до 15 мая 1992 года, принимаются «как есть». Евгений Сулима, первый заместитель министра образования Украины, говорит: «у нас есть практика проверки, и на сегодняшний день у нас отсутствуют факты касательно несоответствия тех либо иных документов. Если правоохранительные органы будут проверять эти вопросы ещё качественнее, то мы посмотрим на результаты».
На запрос Министерства образования и науки из Российского национального университета им. Н. И. Пирогова пришёл официальный ответ, согласно которому Слюсарчук никогда не учился в данном учреждении. При этом указывается, что в 2005 году ему с нарушением всех процедур был выдан дубликат диплома (признанный впоследствии недействительным) заведующей архивом. По факту выдачи дубликата диплома человеку, не учившемуся в университете, было проведено служебное расследование.

### Приговор
14 февраля 2014 года Сиховский районный суд города Львова признал А. Слюсарчука виновным в пяти эпизодах незаконной врачебной деятельности, двух убийствах по неосторожности, а также в мошенничестве и использовании поддельных документов. Слюсарчук был приговорён к 8 годам лишения свободы и выплате денежной компенсации потерпевшим на общую сумму 190 тысяч гривен. Своей вины Слюсарчук не признал.
В апреле 2015 года Апелляционный суд Львовской области подтвердил решение суда первой инстанции.
В январе 2016 года Андрей Слюсарчук («доктор Пи»), осужденный к 8 годам тюрьмы за мошенничество, попросил суд освободить его из мест заключения. По словам адвоката, первоначально ходатайство о зачислении 1 дня срока предварительного заключения как 2 дней в срок основного наказания было подано в Сыховский районный суд Львова, так как именно этот суд вынес приговор. Но этот суд перенаправил ходатайство по месту отбывания наказания Слюсарчука в Ровенскую область. Таким образом, ходатайство Слюсарчука рассмотрит Владимирецкий райсуд Ровенской области.

### Выход на свободу
24 июня 2016 года суд отпустил из-под стражи осужденного к 8 годам тюрьмы за мошенничество Андрея Слюсарчука, изменив меру пресечения на «личное обязательство». Адвокат подсудимого Ярослав Зейкан отметил, что Слюсарчук уже провел под стражей срок больший, чем предусмотрено за совершение инкриминируемых ему преступлений.

### Оправдание
В июне 2016 года Высший специализированный суд Украины отменил решение Сыховского районного суда и апелляционной инстанции, и назначил повторное рассмотрение в Апелляционном суде Львовской области.
14 ноября 2024 года Шевченковский районный суд г. Львова оправдал Андрея Слюсарчука по всем обвинениям.

## Государственные награды
- Государственная премия Украины в области образования 2011 года — в номинации «научные достижения в области образования» за цикл работ «Комплекс образовательных информационных технологий представления, запоминания и обработки сверхбольших объектов информации в процессе обучения» (в составе коллектива)[8]. В Указе Президента Украины В. Ф. Януковича о присуждении премий А. Т. Слюсарчук указан как профессор кафедры «Информационные системы и сети» Национального университета «Львовская политехника», доктор медицинских наук. Работа была выдвинута на соискание премии Учёным советом Национального университета «Львовская политехника» в феврале 2011 года[73][74].

В интервью программе «Погляд на тиждень» от 20 ноября 2011 года (телеканал «ZIK») показано интервью с кандидатом исторических наук Казимиром Левкивским, заместителем директора Института инновационных технологий и содержания образования при МОН Украины, в котором он называет отмеченную государственной премией работу Слюсарчука хорошей и уникальной, но отказывается рассказать детальней, или хотя бы показать этот труд, ссылаясь на его секретность: «Работа заслуживает большого внимания. Подтверждение — это массовое обсуждение. Никакого негатива по этой работе не было. Сколько мы ни брали отзывов — никакого негатива не было». С другой стороны, по утверждению профессора Львовской политехники Владимира Пасечника, коллеги Слюсарчука по коллективу, работа которого выставлялась на премию, от Слюсарчука была выставлена лишь справка о секретных работах, якобы опубликованных в России: «А часть, которую представлял Слюсарчук, была закрыта. Подали только справку о том, что результаты опубликованы в России и являются секретными».

## Подтверждённые факты биографии
- Слюсарчук некоторое время проработал профессором Львовского государственного института новейших технологий и управления им. В. Черновола (укр. Львівський державний інститут новітніх технологій та управління ім. В. Чорновола)[78][79].
- Также работал профессором на кафедре нейрохирургии Национальной Медицинской Академии последипломного образования им. П. Л. Шупика (укр. Національна медична академія післядипломної освіти імені П. Л. Шупика)[80]. Согласно расследованию журналистов газеты «Экспресс»[1], Слюсарчука приняли на работу в НМАПО в 2008 году на 0,25 ставки профессора по рекомендации «известного и очень высокопоставленного лица». Слюсарчук предоставил копии дипломов, заверенные нотариусами. По отзывам специалистов кафедры, он вообще ничего не смыслил в нейрохирургии. Слюсарчука уволили после того, как заведующий кафедрой нейрохирургии Николай Ефремович Полищук (бывший в 2005 году министром здравоохранения в первом правительстве Юлии Тимошенко) обнаружил, что автореферат и диссертация, которую он им предоставил, — плагиат, украденный у настоящего учёного Александра Владимировича Ширшова[1][31]. Полищук также известил врачей всех областей Украины, чтобы «Слюсарчука не допускали к больным и к операционной, потому что это — не врач»[1].
- Работал с 16 февраля по 1 июля 1999 года по совместительству на 0,2 ставки старшим преподавателем кафедры инженерно-педагогической подготовки, а также с 3 сентября 2010 года по 30 июня 2011 года на 0,5 ставки в должности профессора кафедры «Информационные системы и сети» в Национальном университете «Львовская политехника»[81][82]. Там занимался разработкой на тему «Комплекс образовательных информационных технологий представления, запоминания и обработки сверхбольших объёмов информации для процессов обучения» (укр. Комплекс освітніх інформаційних технологій подання, запам’ятовування та опрацювання надвеликих об’ємів інформації для процесів навчання), в сотрудничестве с докторами наук В. В. Пасечником, Ю. В. Никольским, А. П. Червоным и ещё несколькими специалистами из отраслей нейрофизиологии, педагогики, информатики и математики, при поддержке ректора университета профессора Ю. Я. Бобала. Эта научная работа была выдвинута на получение Государственной премии Украины в отрасли образования за 2011 год[83].
- C 9 декабря 2009 года по 11 марта 2010 года работал советником первого вице-премьер-министра Украины Александра Турчинова, имел шестой ранг государственного служащего[84].
- Был кандидатом в депутаты в Львовский областной совет от партии «Народная самооборона» в округе № 27 (Жидачовский район Львовской области) во время региональных выборов 2010 года[85][86]. В списках кандидатов значился как главный специалист Хозяйственно-финансового департамента секретариата Кабинета министров Украины (укр. головний спеціаліст Господарсько-фінансового департаменту Секретаріату Кабінету Міністрів)[85].

## Слюсарчук и Кашпировский
В интервью, опубликованном 11 августа 2011 года, Андрей Слюсарчук назвал Анатолия Кашпировского своим кумиром, «Леонардо да Винчи в своей области». «Уже сегодня я с пониманием дела просто восхищаюсь этой высокой классной отточенной техникой, которую ещё многие годы наши современники будут пытаться раскрыть» — сказал Слюсарчук о методах влияния на массы, использованных Кашпировским. В мае 2011 года Кашпировский в торжествующих тонах поздравил Слюсарчука с победой над «Рыбкой», не скупясь на высокопарные характеристики. «Потрясающая гениальность», «баловень Природы», «цена его больше, чем на вес золота» — лишь скромная подборка цитат и хвалебных тезисов из выступления, исполненного также благородного негодования в адрес неуверовавших: «А Вы, господа, шахматисты и нешахматисты, преклоните колени перед ним. И молчите» — резюмирует Кашпировский своё изложение.
Вскоре после начала скандала Кашпировский убрал со своего сайта все упоминания о Слюсарчуке.

## Выступления в шоу

### Запоминание больших объёмов информации
В одном из своих выступлений в 2006 году претендовал на способность к воспроизведению по памяти 1 миллиона знаков числа Пи. Проверкой рекорда занималась специальная комиссия, в состав которой входили 10 человек, в числе которых доктора и кандидаты наук, профессора, занимающие видные должности в вузах Львова.
Согласно статье «Псевдорекорд: нові подробиці», опубликованной в газете «Експрес» от 17.11.2011, двое из членов квалификационной комиссии недавно заявили, что не присутствовали на этом мероприятии, хоть их фамилии и значились в протоколе комиссии. «Я офіційно заявляю, що не був на тому засіданні… І ніякі протоколи не підписував» — говорит Роман Базилевич, д. т. н., профессор. Петро Каленюк, доктор физ.-мат. наук, профессор, директор Института фундаментальной подготовки и прикладной математики, зав. кафедрой вычислительной математики НУ «Львовская политехника», говорит, что он должен был присутствовать на фиксации рекорда, но не смог прийти из-за «личных неотложных дел».
В другом выступлении в 2009 году претендовал на способность запомнить 30 млн знаков числа Пи. Поскольку устное перечисление 30 млн цифр числа «пи» со скоростью одна цифра в секунду заняло бы почти год (347 дней) при непрерывном перечислении 24 часа в сутки, 7 дней в неделю, то был применён следующий подход для проверки достижения: во время демонстраций Слюсарчука просят назвать произвольно выбранные проверяющими последовательности цифр числа Пи, расположенные на произвольно выбранных местах произвольных страниц 20-томной распечатки, группированной в упорядоченные таблицы. Он многократно успешно проходит этот тест. Проверкой рекорда занималась комиссия, в состав которой входили 10 человек, в числе которых видные представители научных кругов, доктора наук, профессора, а также заместитель главы Секретариата Президента Украины. Помещение и тело Слюсарчука были обследованы на предмет наличия тех. средств передачи информации, которые обнаружены не были. Был также задействован прибор, глушащий всевозможные частоты, на которых гипотетически могла бы осуществляться передача информации во время эксперимента. Спецификации прибора приводятся.
Информация о запоминаниях Слюсарчуком числа Пи попала в «Книгу рекордов Украины», но не была проверена и опубликована «Книгой рекордов Гиннесса», официально зарегистрированный рекорд по запоминанию числа Пи в которой на порядки меньше и принадлежит китайцу Лю Чао.
Согласно официальному заявлению за подписью Игоря Подчибия от 21.11.2011, представители Книги Рекордов Украины лишь «присутствовали в качестве наблюдателей при экспериментах» по фиксации упомянутых рекордов. Обманутыми, по тексту заявления, оказались представители ОГВ, СМИ, и научных кругов. В заявлении утверждается, что рекорды можно бы переквалифицировать в категорию «Самый большой обман представителей ОГВ, СМИ, научной интеллигенции и всех граждан Украины», но, поскольку задачей проекта является прославление и популяризация страны, то достижения Слюсарчука «рекордами больше не являются».
24 августа 2009 года на канале «1+1» в выпуске новостей «ТСН» был показан сюжет, приуроченный к Дню независимости Украины, в котором Андрей Слюсарчук претендует на способность воспроизвести любой произвольно выбранный фрагмент текста из 7-томного собрания сочинений Тараса Шевченко.
Выступления Слюсарчука освещались в русскоязычной и украиноязычной прессе, интернет-изданиях и телевидении. На канале «СТБ» выходили в эфир специальные передачи, посвящённые обсуждению, проверке и демонстрации способностей Слюсарчука. Репортажи о выступлениях были включены в выпуски новостей большинства ведущих телеканалов Украины.
«Новый канал» выпустил ряд телепередач, в которых Андрей Слюсарчук претендовал на ряд необычных способностей.

### Запоминание шахматных позиций
Другим типом шоу, на которых выступал Слюсарчук, была демонстрация способности быстро запомнить большое число шахматных позиций на множестве досок. В зал, в котором на множестве досок были расставлены различные позиции, входил Слюсарчук, и, быстро обойдя и просмотрев все доски, удалялся из зала. После этого на 4-х досках делалось по одному ходу, а Слюсарчук, вернувшись, должен был найти эти доски и восстановить исходные позиции.
По рассказу гроссмейстера Георгия Тимошенко, он присутствовал на одном из таких шоу, где он лично сделал на свой выбор по одному ходу на четырёх досках из множества досок. По словам гроссмейстера, вернувшись в зал, Слюсарчук уверенно нашёл доски, на которых произошли изменения, но дальше начались проблемы. На одной из досок расположение фигур не соответствовало нотации на доске, и Слюсарчук начал искать ход h2—h3 в верхнем левом, противоположном правильному углу доски. На другой доске выяснилось, что Слюсарчук знает о том, что была сделана длинная рокировка, но не знает, как она делается, и он, чтобы восстановить позицию до рокировки, поменял местами короля и ладью (короля поставил на d1, ладью — на c1). На ещё одной доске он не смог восстановить позицию до хода ♘g8—f6 — как предположил Тимошенко, возможно, из-за того, что просто не знал, что конь может перепрыгивать через пешки. Гроссмейстер также решил провести ещё один эксперимент, сняв все фигуры с доски, над которой Слюсарчук простоял несколько минут, и предложив ему восстановить позицию. По словам гроссмейстера, Слюсарчук даже не стал пробовать это делать. По итогам мероприятия Георгий Тимошенко выразил уверенность, что шоу было жульничеством:

В своем комментарии для съёмочной группы я отметил, что с уверенностью в 99,9 % я могу назвать прошедшее шоу жульничеством. Заходя второй раз в зал, господин Слюсарчук уже имел готовые ответы (тут можно вспомнить про его друга-оператора). Но из-за своего слабого знания правил шахмат он даже не смог эти ответы показать на доске.— Рассказ гроссмейстера Георгия Тимошенко

### Матч с «Рыбкой»
27 апреля 2011 года Андрей Слюсарчук в матче из двух партий якобы обыграл вслепую известную компьютерную программу «Rybka 4» со счётом 1½ : ½, чего до этого не мог сделать ни один из гроссмейстеров. Сайт ChessBase посоветовал не верить в достоверность этого факта, предположив, что Слюсарчук мог запомнить пару проигранных «Рыбкой» партий из встреч шахматных программ или из игр «Рыбки» с самой собой и затем повторить ходы этих партий в матче или выполнить какой-то другой трюк такого рода. Портал предложил Слюсарчуку сыграть не вслепую против старой версии шахматной программы Fritz с форой в фигуру в офисе компании: «Андрей, мы предлагаем вам сыграть с „Фриц-4“, глядя на доску, в нашем офисе, с форой в фигуру».
Известный гроссмейстер и шахматный комментатор Сергей Шипов назвал мнимый выигрыш Слюсарчука у «Рыбки» фокусом, сравнив его с фокусами по доставанию изо рта куриных яиц или с поднятием 300-килограммовой штанги мальчиком во время выступлений иллюзионистов. Гроссмейстер отметил, что сегодня соревнование человека с компьютером в игре в шахматы можно сравнить с соревнованием легкоатлета с автомобилем или тяжелоатлета с подъёмным краном, и что из людей, знакомых с современными шахматами, в подлинность победы Слюсарчука над «Рыбкой» не поверит никто:

Поэтому в достижение Слюсарчука не поверит никто из людей, имеющих хоть малейшее представление о современных шахматах. 

Скажу больше. Даже если бы он был известным гроссмейстером (а не безвестным любителем), то и в этом случае такая демонстрация превосходства над Рыбкой вызвала бы ровно ту же самую реакцию. Один в один.— Шипов С. Ю., Слюсарчук и Рыбка. Миф и Легенда
Гроссмейстер Михаил Голубев также считает соревнование Слюсарчука с «Рыбкой» мистификацией. Он обратил внимание на абсурдность некоторых заявлений Слюсарчука во время матча, сделав вывод, что «из сказанного Слюсарчуком во время мероприятия ничто не подтверждает, что он разбирается в шахматах на уровне профессионального игрока».

#### Реакция Слюсарчука на критику
В интервью Винницкой прессе по случаю участия в турнире чемпионов (04 мая 2011 года) А. Слюсарчук заявил, что после победы над Рыбкой некоторые шахматисты развернули кампанию против него: «Отримую листи з погрозами руки повиломувати, морду набити. І це роблять КМСники. Один гросмейстер після партії з „Рибкою“ тиснув мені руку, а потім випустив статтю, що я шахрай…». По словам Андрея, такая ситуация заставляет его покинуть Украину, и уже за границей сыграть запланированную одновременную игру на ста шахматных досках. В Виннице Слюсарчук провёл партию «вслепую» против мастера ФИДЕ Владимира Вусатюка, который якобы сдался на 37-м ходу.

## Цели деятельности

### «Институт мозга»
Целью своих шоу Слюсарчук называет привлечение финансирования со стороны государства на свой проект по созданию «Института мозга».
22 декабря 2009 года пресс-служба президента Украины опубликовала информацию, сообщающую о встрече, состоявшейся между Виктором Ющенко и Андреем Слюсарчуком, во время которой обсуждалось создание «Института Мозга». Целью проекта называлось «обеспечение комплексного подхода к обнаружению и лечению болезней мозга, внедрению современных методов их профилактики и излечения». Президент отметил важность научных исследований человеческого мозга и значимость практического применения достигнутых результатов в образовании, медицине, социальной сфере и издал указ, который предусматривал создание «Института мозга», «как главной научно-исследовательской организации, которая определяет приоритетные направления исследования мозга, проводит фундаментальные и прикладные исследования в области неврологии, психиатрии, психологии и невро-реабилитации, занимается разработкой, внедрением и осуществлением программ исследования мозга и его деятельности, новыми технологиями в этой сфере». Кабинету министров Украины поручалось обеспечить решение всех процедурных вопросов связанных с созданием «Института мозга», согласно законодательству и нормативам, на протяжении одного месяца от публикации указа.
В своём интервью «Зеркалу недели», опубликованном 26 декабря 2009 года, Андрей Слюсарчук говорил, что, согласно планам, он должен возглавить создаваемый «Институт мозга», что, по его словам, обеспечит надлежащие условия для его исследовательской работы на Украине и снимет необходимость эмиграции для продолжения исследований.
В интервью BBC, опубликованном в январе 2010 года, А. Слюсарчук излагает своё видение задач и направлений деятельности Института Мозга, вспоминает о своих четырёх учениках, а также о перспективах развития своей методики запоминания.
Тем не менее, проект не получил финансовой поддержки государства, в связи с чем Слюсарчук заявил перед началом матча с «Рыбкой» 27 апреля 2011 года, что если средства на «Институт мозга» не будут выделены, то он будет вынужден эмигрировать из страны: «Если в течение месяца государство ко мне не повернётся лицом, то я его покину. Здесь я не имею возможности реализоваться».
24 мая 2011 года несколько украинских политиков призвали президента Украины Виктора Януковича безотлагательно создать «Институт мозга» и назначить Андрея Слюсарчука его директором.
Обращение подписали:
- Владимир Пилипчук — академик Академии экономических наук Украины
- Дмитрий Павлычко — координатор Народного комитета защиты Украины
- Левко Лукьяненко — правозащитник и бывший политзаключенный
- Юрий Пальчуковский — председатель демократического объединения Украинский Национальный Совет.